# Pedicularis aurata
Pedicularis aurata är en snyltrotsväxtart som först beskrevs av Bonati, och fick sitt nu gällande namn av Hui Lin Li. Pedicularis aurata ingår i släktet spiror, och familjen snyltrotsväxter. Inga underarter finns listade i Catalogue of Life.